# Licinus

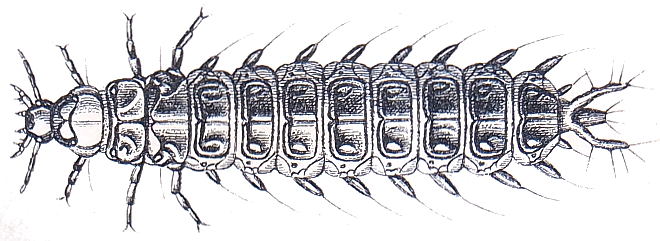
Licinus, larva

Licinus, es un  género de coleópteros adéfagos de la familia Carabidae. Sus especies se distribuyen por el paleártico.

## Especies
Se reconocen las siguientes:
- Licinus aegyptiacus Dejean, 1826
- Licinus aequatus Audinet-Serville, 1821
- Licinus afghanistanus (Jedlicka, 1967)
- Licinus astrabadensis Reitter, 1902
- Licinus bartoni Maran, 1934
- Licinus cassideus (Fabricius, 1792)
- Licinus convexus Heyden, 1889
- Licinus cordatus Chaudoir, 1861
- Licinus corustes Andrewes, 1932
- Licinus depressus Paykull, 1790
- Licinus gansuensis Facchini & Sciaky, 2012
- Licinus graecus Apfelbeck, 1901
- Licinus hoffmannseggii (Panzer, 1803)
- Licinus iranicus Jedlicka, 1968
- Licinus italicus Puel, 1925
- Licinus jaloricus Andrewes, 1927
- Licinus lindbergi Antoine, 1936
- Licinus manriquianus Wollaston, 1862
- Licinus merkli J. Frivaldszky, 1880
- Licinus mongolicus Reitter, 1900
- Licinus oblongus Dejean, 1826
- Licinus oertzeni Reitter, 1889
- Licinus peltoides Dejean, 1826
- Licinus planicollis Fauvel, 1888
- Licinus pubifer Reitter, 1897
- Licinus punctatulus (Fabricius, 1792)
- Licinus schuberti Jedlicka, 1968
- Licinus setosus J.R. Sahlberg, 1880
- Licinus silphoides (P. Rossi, 1790)
- Licinus yezoensis Habu, 1947